# Polypompholyx
Polypompholyx és un subgènere de plantes que pertany al gènere Utriculària.

## Seccions
- Pleiochasia
- Polypompholyx
- Tridentaria